# Pyrgus veturius
Pyrgus veturius is een vlinder uit de familie van de dikkopjes (Hesperiidae). De wetenschappelijke naam van de soort is voor het eerst gepubliceerd in 1884 door Carl Plötz.
De soort komt voor in Brazilië.